# 에런 힐 (야구 선수)
에런 힐(Aaron Walter Hill, 1982년 3월 21일 ~)은 미국 프로 야구 애리조나 다이아몬드백스의 선수이다.

## 출신학교
- 루이지애나주립대학교

## 수상 경력
- 2009년 아메리칸리그 올해의 재기선수상

## 참조
1. ↑  “Aaron Hill Statistics and History” (영어). baseballreference. 2015년 1월 26일에 확인함.